# Longjie Xiang
Longjie Xiang (kinesiska: 龙街, 龙街乡) är en socken i Kina. Den ligger i provinsen Yunnan, i den sydvästra delen av landet, omkring 190 kilometer väster om provinshuvudstaden Kunming.
Genomsnittlig årsnederbörd är 979 millimeter. Den regnigaste månaden är juli, med i genomsnitt 213 mm nederbörd, och den torraste är januari, med 10 mm nederbörd.